# 坎塔涅迪 (马拉尼昂州)
坎塔涅迪是巴西马拉尼昂州的一个市镇。总面积797.887平方公里，总人口18617人，人口密度23.3人/平方公里。